# Nothoclusiosoma vittithorax
Nothoclusiosoma vittithorax är en tvåvingeart som först beskrevs av Malloch 1939.  Nothoclusiosoma vittithorax ingår i släktet Nothoclusiosoma och familjen borrflugor. Inga underarter finns listade i Catalogue of Life.